# Dorothy Coburn
Dorothy Coburn (Great Falls, 8 giugno 1904 – Los Angeles, 15 maggio 1978) è stata un'attrice statunitense.

## Biografia
Apparve in diversi film muti di Stanlio e Ollio. L'autore Walt Coburn era suo zio, mentre Robert Coburn Sr., fondatore del Circle C Ranch in Montana, era suo nonno.
Dorothy nacque a Great Falls (Montana), ma crebbe a Prescott (Arizona). Suo padre, Wallace, era un produttore di film western, sua madre si chiamava Ann Reifenrath Coburn. La sua filmografia consiste di sedici film muti prodotti dagli Hal Roach studios, ma lavorò anche come controfigura di Ginger Rogers in molti dei suoi film musicali con Fred Astaire. Si ritirò dal cinema nei primi anni trenta.
Muore nel 1978 e viene sepolta nel Grand View Memorial Park Cemetery di Glendale.

## Filmografia
- Come mi pento (Sugar Daddies), regia di Fred Guiol (1927)
- Marinai in guardia (Sailors Beware!), regia di Hal Yates (1927)
- I due galeotti (The Second Hundred Years), regia di Fred Guiol (1927)
- The Way of All Pants, regia di Leo McCarey (1927)
- Giù i cappelli (Hats Off), regia di Hal Yates (1927)
- Us, regia di James Parrott (1927)
- Metti i pantaloni a Philip (Putting Pants on Philip), regia di Clyde Bruckman (1927)
- La battaglia del secolo (The Battle of the Century), regia di Clyde Bruckman (1927)
- Lasciali ridendo (Leave 'Em Laughing), regia di Clyde Bruckman (1928)
- Il tocco finale (The Finishing Touch), regia di Clyde Bruckman (1928)
- Dumb Daddies, regia di Hal Yates (1928)
- Elefanti che volano (Flying Elephants), regia di Frank Butler (1928)
- Pranzo di gala (From Soup to Nuts), regia di Edgar Kennedy (1928)
- Una bella serata (Their Purple Moment), regia di James Parrott (1928)
- Gli uomini sposati devono andare a casa? (Should Married Men Go Home?), regia di James Parrott (1928)
- Rubber Necks, regia di Gus Meins (1928)
- That Night, regia di Arch Heath e Leo McCarey (1928)
- Look Pleasant, regia di Gus Meins (1928)
- Do Gentlemen Snore?, regia di Leo McCarey (1928)
- The Cross Country Bunion Race, regia di Gus Meins (1928)
- All for Geraldine, regia di Gus Meins (1928)
- Sailor Suits, regia di Gus Meins (1929)
- Up and Down Stairs  regia di Harry Edwards (1930)